# Condé Montrose Nast
Condé Montrose Nast (* 26. März 1873 in New York; † 19. September 1942 ebenda) war ein US-amerikanischer Journalist und Verleger.

## Leben
Nast war ein Sohn von Ethel A. Benoist und deren Ehemann, dem Diplomaten William F. Nast (1840–1893); sein Großvater väterlicherseits war der Methodisten-Prediger Wilhelm Nast (1807–1899). Benannt wurde Nast nach seinem Onkel Condé L. Benoist.
Nast studierte an der Georgetown University (Georgetown) Geisteswissenschaften und konnte dieses Studium 1894 erfolgreich abschließen. Sofort im Anschluss wechselte er an die Washington University (St. Louis), um die nächsten drei Jahre Rechtswissenschaften zu studieren; auch dieses Studium beendete er mit Erfolg.
Im Jahr 1898 bekam Nast von seinem ehemaligen Kommilitonen Robert Collier eine Anstellung in dessen Redaktion von Collier’s Weekly und blieb dort bis 1907. Während dieser Zeit begann er auch, seine eigenen Bücher zu veröffentlichen, und zusammen mit Robert M. McBride gründete er die Zeitschrift Lippincott's Monthly Magazine. 1902 heiratete er Clarisse Coudert, eine Modedesignerin, mit der er eine Tochter und einen Sohn hatte. Das Paar trennte sich 1919 und ließ sich 1925 in Paris scheiden.

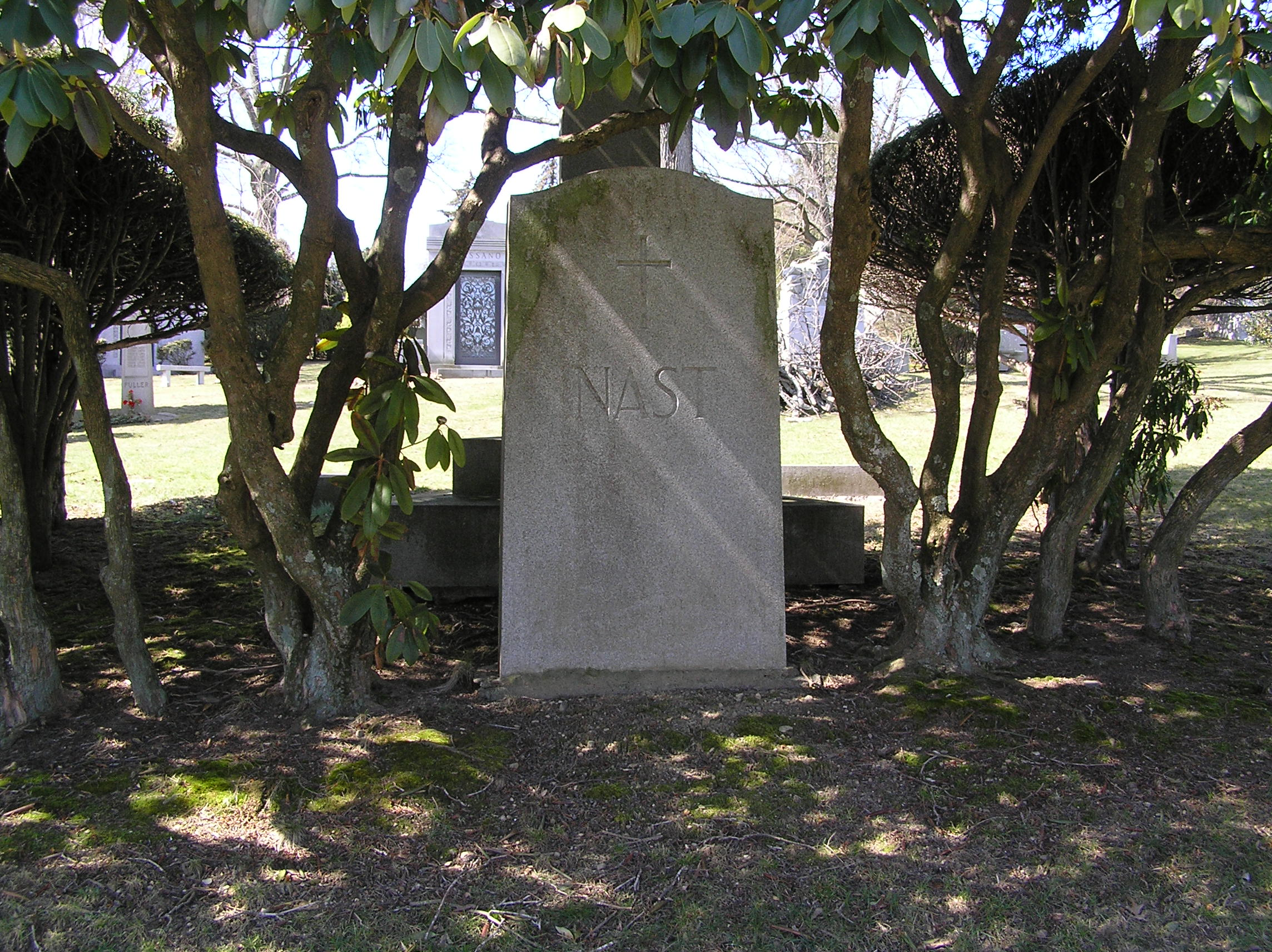
Nasts Grab in Hawthorne

Nachdem Nast die Redaktion von Collier's Weekly verlassen hatte, kaufte er die Zeitschrift Vogue und machte sie zu einem der wichtigsten Modejournale der Vereinigten Staaten. Mit der Hilfe und Unterstützung von Frank Crownshield wurde auch seine Übernahme der Zeitschrift Vanity Fair bald ein großer Erfolg.
1928 heiratete Nast in zweiter Ehe Leslie Foster (* 1908), eine Enkelin von George W. Baxter, und hatte mit ihr eine Tochter. Das Paar ließ sich 1932 scheiden. Nast hatte bereits zur Zeit seiner Ehe ein Verhältnis mit der Schriftstellerin Helen Brown Norden, mit der er dann bis 1936 zusammen lebte.
Auf die Gründung des Verlags Condé Nast Publishing folgten weitere Gründungen von Verlagen in Argentinien, Deutschland (Condé-Nast-Verlag), Großbritannien und Frankreich. Durch die Weltwirtschaftskrise wurde Nast beinahe ruiniert und konnte bis an sein Lebensende nicht mehr an seine früheren wirtschaftlichen Erfolge anknüpfen.
Condé Montrose Nast starb am 19. September 1942 im Alter von 69 Jahren in New York und fand auf dem Gate of Heaven Cemetery in Hawthorne seine letzte Ruhestätte.